# Rosa Maria Piñol i Soler
Rosa Maria Piñol i Soler (Barcelona, 1950 - 8 d'agost de 2021) fou una periodista cultural catalana.
De jove va treballar un parell d'anys a la revista Cavall Fort, fent de secretària de direcció, al costat d'Albert Jané. Posteriorment va estudiar periodisme al CICF.
Va començar la seva trajectòria professional treballant al Diario Femenino de Sebastià Auger, on va començar fent l'horòscop i la secció de cartes al director i on posteriorment va rebre l'encàrrec del llavors director Ramón Solanes, de coordinar una pàgina en català al diari.
Va treballar al diari Avui des del seu naixement, primer amb temes sobre Barcelona i ensenyament i, a partir del 1980, a la secció de cultura. El 1983 va entrar a formar part de La Vanguardia com a redactora de cultura i s'especialitzà en literatura i cultura catalanes. El setembre del 2010, amb el naixement de la versió en català del diari, va formar part de l'equip lingüístico-periodístic que es va encarregar preparar aquesta edició. El 1992 va rebre el Premi Atlàntida, atorgat pel Gremi d'Editors de Catalunya. El 2012 va signar el manifest Crida a la Catalunya Federalista i d'Esquerres. Es va jubilar el 2015, any en què va rebre el Premi Trajectòria, amb Lluís Bonada, i el Memorial Pere Rodeja, per la seva «llarga i consolidada trajectòria dedicada al món del periodisme cultural, així com el clar interès per la tasca dels llibreters i de les llibreries».

## Obra publicada
- Pompeu Fabra, el meu pare. Records personals de Carola Fabra, recull de Rosa Maria Piñol (La Campana, 1991)